# Elizabeth Gummesson
Elizabeth Lajla Wiborg, tidigare Gummesson och Kuylenstierna, född Wiborg den 2 mars 1969 i Hammarby församling, är en svensk coach, författare och föreläsare. År 2009 var Gummesson sommarpratare i P1.
Hon är utbildad vid Poppius journalistskola. Gummesson har föreläst för många av Sveriges större företag i ämnen som ledarskap, arbetsglädje, kommunikation och personlig utveckling. Hon har dessutom föreläst i bland annat Belgien, Finland och Spanien.  Hon arbetar ideellt för BRIS sedan 2003 och 2010 blev hon invald i ECPATs råd. Hon har vid flera tillfällen blivit nominerad till Årets talare. Gummesson har skrivit fyra böcker.
Elizabeth Gummesson är uppvuxen i Stockholm, men har även bott i Italien och USA. Hon tog beslut om föräldraguruproklamation vintern 2012 . 
Författare till bland annat böckerna "Good enough"  och "Good enough för föräldrar". I böckerna använder hon minderåriga i kommersiella syften och sitt varumärkesbyggande, vilket kan vara föremål för kontrovers, men Wiborg är inte dömd för något brott. Good enough parenting etablerades på 50-talet av Donald Winnicot.
Hon gifte sig runt 2013 med finansmannen Joakim Kuylenstierna. Paret skilde sig ett år senare men hon behöll efternamnet ända till 2024, innan hon bytte tillbaka till Wiborg i samband med att Joakim Kuylenstierna förekommit i uppseendeväckande kontroverser, bland annat i utpressningsförsök av den erkände gangstern Jonas Oredsson, samt penningtvättsskandaler . Hon använde även sitt tillgifta efternamn Kuylenstierna affärsmässigt i tio år innan hon i samma veva ändrade bolagsnamn från Elizabeth Kuylenstierna AB till Elizabeth Ledarskap AB.